# Aldo Maldera
Aldo Maldera (14. říjen 1953, Milán, Itálie – 1. srpen 2012, Řím, Itálie) byl italský fotbalový obránce. Zemřel náhle 1. srpna 2012 ve věku 58 let na infarkt myokardu.
Fotbalovou kariéru začal již mládežnických týmech Milána. První utkání v nejvyšší lize odehrál 26. března 1972 proti Mantově (0:0). V následující sezoně byl na hostování v Boloni, aby získal zkušenosti. Od sezony 1973/74 byl na devět let stálým hráčem Rossoneri. Během těch devět sezon odehrál celkem 308 utkání a vstřelil v nich 39 branek. Získal dvě vítězství v italském poháru (1971/72, 1976/77) a také jeden titul (1978/79), po kterém musel klub sestoupit do druhé ligy kvůli velkému skandálu Totonero. V následující sezoně pomohl hned k postupu a získal poté i Středoevropský pohár (1981/82).
Od roku 1982 byl hráčem Říma, kde hned v první sezoně vyhrál titul i italský pohár (double) a v následující sezoně hrál finále poháru PMEZ, kde ale prohrál s Liverpoolem na penalty. Za vlky hrál do roku 1985. Poslední dvě sezony strávil ve Fiorentině, kde v roce 1987 ukončil po 466 utkání kariéru.
Za reprezentaci odehrál 10 utkání. Byl na MS 1978, kde odehrál utkání o 3. místo proti Brazílii (1:2).  Také byl na ME 1980, ale neodehrál žádné utkání.

## Hráčská statistika
| Sezóna  | Klub       | Liga    | Liga   | Liga | Ligové poháry | Ligové poháry | Ligové poháry | Kontinentální poháry | Kontinentální poháry | Kontinentální poháry | Celkem | Celkem |
| Sezóna  | Klub       | Soutěž  | Zápasy | Góly | Soutěž        | Zápasy        | Góly          | Soutěž               | Zápasy               | Góly                 | Zápasy | Góly   |
| ------- | ---------- | ------- | ------ | ---- | ------------- | ------------- | ------------- | -------------------- | -------------------- | -------------------- | ------ | ------ |
| 1971/72 | Milán      | Serie A | 1      | 0    | IP            | 1             | 0             | UEFA                 | 0                    | 0                    | 2      | 0      |
| 1972/73 | Bologna    | Serie A | 3      | 0    | IP            | 1             | 0             | Stř.P                | 3                    | 1                    | 7      | 1      |
| 1973/74 | Milán      | Serie A | 18     | 1    | IP            | 4             | 0             | PVP+ES               | 5+2                  | 0                    | 29     | 1      |
| 1974/75 | Milán      | Serie A | 13     | 0    | IP            | 11            | 0             | -                    | 0                    | 0                    | 24     | 0      |
| 1975/76 | Milán      | Serie A | 27     | 1    | IP            | 6             | 1             | UEFA                 | 8                    | 1                    | 41     | 3      |
| 1976/77 | Milán      | Serie A | 29     | 2    | IP            | 9             | 2             | UEFA                 | 5                    | 0                    | 43     | 4      |
| 1977/78 | Milán      | Serie A | 28     | 8    | IP            | 0             | 0             | PVP                  | 2                    | 0                    | 30     | 8      |
| 1978/79 | Milán      | Serie A | 30     | 9    | IP            | 4             | 3             | UEFA                 | 6                    | 1                    | 40     | 13     |
| 1979/80 | Milán      | Serie A | 28     | 4    | IP            | 5             | 1             | PMEZ                 | 2                    | 0                    | 35     | 5      |
| 1980/81 | Milán      | Serie B | 27     | 3    | IP            | 4             | 0             | -                    | 0                    | 0                    | 31     | 3      |
| 1981/82 | Milán      | Serie A | 27     | 2    | IP            | 4             | 0             | Stř.P                | 4                    | 0                    | 35     | 2      |
| 1982/83 | Řím        | Serie A | 26     | 1    | IP            | 7             | 0             | UEFA                 | 8                    | 2                    | 41     | 3      |
| 1983/84 | Řím        | Serie A | 25     | 5    | IP            | 11            | 1             | PMEZ                 | 7                    | 0                    | 43     | 6      |
| 1984/85 | Řím        | Serie A | 22     | 0    | IP            | 7             | 0             | PVP                  | 4                    | 0                    | 33     | 0      |
| 1985/86 | Fiorentina | Serie A | 3      | 0    | IP            | 9             | 1             | -                    | 0                    | 0                    | 12     | 1      |
| 1986/87 | Fiorentina | Serie A | 15     | 0    | IP            | 4             | 0             | UEFA                 | 1                    | 0                    | 20     | 1      |
| Celkem  | Celkem     | Celkem  | 322    | 36   | -             | 87            | 9             | -                    | 57                   | 5                    | 466    | 50     |

## Hráčské úspěchy

### Klubové
- 2× vítěz 1. italské ligy (1978/79, 1982/83)
- 1× vítěz 2. italské ligy (1980/81)
- 3× vítěz italského poháru (1971/72, 1976/77, 1983/84)
- 1x vítěz středoevropského poháru (1981/82)

### Reprezentační
- 1× na MS (1978)
- 1× na ME (1980)